# Verband Brandenburgischer Ballspielvereine
Der Verband Brandenburgischer Ballspielvereine (kurz VBB) ist ein ehemaliger Fußballverband aus Berlin. Er wurde am 29. April 1911 durch den Zusammenschluss der Verbände Verband Berliner Ballspielvereine (ebenfalls VBB), Märkischer Fußball-Bund (MFB) und Verband Berliner Athletik-Vereine (VBAV) gegründet und existierte bis ins Jahr 1933. In dieser Zeit war der VBB der Dachverband aller Fußballvereine aus Berlin und der Provinz Brandenburg.

## Geschichte

### 1911: Gründung
Vor 1911 hatte es in Berlin fast immer mehrere, miteinander konkurrierende regionale Fußballverbände gegeben, die jeweils Meisterschaften ausspielten. Dies führte dazu, dass Berlin im Deutschen Fußball-Bund (DFB) gegenüber anderen Regionen eine Sonderstellung einnahm. Zwar gehörten nicht alle seine Verbände dem DFB an, doch zeitweise konnte Berlin zwei Mannschaften zur Endrunde um die deutsche Fußballmeisterschaft entsenden.
Der spielstärkste der drei 1911 noch bestehenden Berliner Fußballverbände, der Verband Berliner Ballspielvereine, hatte beim DFB den Antrag gestellt, künftig nur noch einen Fußballverband für Berlin anzuerkennen. Auf seinem außerordentlichen Bundestag im Frühjahr 1911 hatte der DFB den Antrag angenommen und bestimmt, dass es bis Pfingsten des Jahres zu einem Zusammenschluss kommen musste. Kurz darauf schlossen sich – unter der Vermittlung und Leitung des 1. Vorsitzenden des DFB Gottfried Hinze – der Verband Berliner Ballspielvereine, der Märkische Fußball-Bund und der Verband Berliner Athletik-Vereine zusammen zum Verband Brandenburgischer Ballspielvereine. Der neue VBB war damit der zwölfte Fußballverband in nur 21 Jahren in der ehemaligen Reichshauptstadt.
Die mehr oder weniger erzwungene Fusion führte bereits unmittelbar nach der Gründung zu Spannungen innerhalb des neuen Verbandes, sodass Vorstandsmitglieder und Vereine der kleineren ehemaligen Verbände MFB und VBAV den Sitzungen fernblieben. Der Hauptstreitpunkt entzündete sich an der Klasseneinteilung für die neue Saison 1911/12, bei der die Mitgliedsvereine des alten VBB deutlich bevorteilt wurden. Demzufolge trat eine Anzahl von Vereinen dem Verband Brandenburgischer Ballspielvereine nicht bei.
Die erste Klasse wurde in zwei Staffeln mit jeweils zehn Vereinen eingeteilt. Alle neun Clubs des ehemaligen VBB, die in der Saison 1910/11 der höchsten Spielklasse angehört hatten (Viktoria 89, Preussen, Union 92, Hertha 92, Britannia 92, Alemannia 90, Berliner BC, Minerva 93 und Tennis Borussia), waren für die neue 1. Klasse qualifiziert. Dem MFB wurden nur drei Plätze zugesprochen, die durch die drei führenden Vereine Tasmania 1900, Norden-Nordwest und Vorwärts 90 belegt wurden. Der VBAV erhielt nur einen automatischen Platz, der durch seinen Meister Berliner SC eingenommen wurde.
Die verbleibenden sieben Plätze wurden über Qualifikationsspiele vergeben. Teilnahmeberechtigt waren die jeweils beiden bestplatzierten Clubs in den vier Staffeln der 2. Klasse des alten VBB, von den alle vier Meister (Rapide 93, Charlottenburg Triton, Favorit 96 und Concordia 95) sowie zwei Vizemeister (Union Charlottenburg und Germania 88) den Aufstieg schafften. Vom MFB nahmen der FC Viktoria Spandau und der SC Germania Spandau 1904 an den Qualifikationsspielen teil, in denen nur Viktoria sich durchsetzen konnte. Dagegen scheiterten die beiden Vertreter des VBAV, Charlottenburger SC und Westen 05 Charlottenburg in den entscheidenden Spielen.

### 1911–1919: Einschränkungen durch den Ersten Weltkrieg
Die erste Saison brachte Viktoria 89 sowie den BFC Preussen als jeweilige Staffelsieger. Die Entscheidungsspiele um den Titel des Berliner Fußballmeisters gewann Preussen jeweils mit 2:1. Aber auch Viktoria konnte an der anschließenden Endrunde um die deutsche Meisterschaft teilnehmen, da man als Titelverteidiger gesetzt war. In der Endrunde war dann aber für beide Teams jeweils der spätere Meister Holstein Kiel im Viertel- (Preussen) bzw. Halbfinale (Viktoria) zu stark. Auch in den folgenden Jahren konnte die Berliner Dominanz auf Reichsebene nicht weitergeführt werden, und das obwohl mit dem Zusammenschluss der drei Berliner Verbände eigentlich eine Bündelung der Kräfte stattfand.
Ab der Saison 1912/13 wurde die Meisterschaft in einer Staffel mit zehn Mannschaften ausgetragen, weswegen in der Vorsaison jeweils die fünf letztplatzierten Vereine aus den beiden Staffeln der 1. Klasse abstiegen. Es gab in dem Jahr folglich auch keine Aufsteiger aus der 2. Klasse. Die Saison konnte Viktoria 89 als Berliner Meister beenden, während Titelverteidiger Preussen nur abgeschlagen Achter wurde. Ein Jahr später stand der Berliner BC am Ende ganz oben in der Tabelle. Beide Teams kamen in ihren jeweiligen Endrunden aber nicht über das Halbfinale hinaus und scheiterten jeweils am späteren Meister: Viktoria 1913 am VfB Leipzig, der BBC 1914 an der SpVgg Fürth.
Während der Dauer des Ersten Weltkrieges konnte der Spielbetrieb zwar fortgesetzt werden, der Verlust an Spielern, die sich freiwillig zum Kriegseinsatz gemeldet hatten oder einberufen wurden, war jedoch enorm. Die großen Clubs konnten das auf Grund ihres Spielerpotentials verkraften, dagegen mussten sich kleinere Vereine, die nur über wenige Mannschaften und Spieler verfügten, von den Meisterschaftsspielen zurückziehen. Schon zu Anfang des Krieges füllten sich die Sportzeitungen mit Todesmeldungen und Verwundungen aktiver Spieler an den Fronten. Im Laufe der Kriegsjahre nahmen diese Mitteilungen in hohem Umfang zu. Bis einschließlich der Saison 1916/17 operierte die höchste Berlin/Brandenburger Spielklasse weiterhin mit zehn Vereinen, in den beiden letzten Kriegsjahren wurde die Staffelstärke auf jeweils 18 Clubs erhöht. In beiden Jahren wurde die Meisterschaft wegen der fortgeschrittenen Jahreszeit vorzeitig abgebrochen, ohne das alle Punktspiele ausgetragen worden waren.
In der Saison 1918/19 wurde der BFC Hertha wegen Verstoßes gegen die Amateurbestimmungen nach der Vorrunde vom Spielbetrieb ausgeschlossen und alle Rückrundenspiele wurden für den jeweiligen Gegner gewonnen gewertet.

### 1919–1924: Reglementänderungen
Für die erste Nachkriegssaison 1919/20 wurde die 18er Liga durch vier Kreisklassen mit insgesamt 26 Vereinen ersetzt. Die führenden drei Clubs jedes Kreises qualifizierten sich für die Meisterrunde, die vorzeitig abgebrochen wurde, als der Meister feststand. Die restlichen Vereine nahmen an einer Runde in der sogenannten Pokalklasse teil. Auch diese wurde vorzeitig abgebrochen, nachdem der Sieger festgestanden hatte. 1920/21 wurde die Endrunde in zwei Staffeln mit jeweils sechs Vereinen ausgespielt, der Meister wurde in zwei Finalspielen der beiden Gruppensieger ermittelt. Nach zwei Jahren wurde das Format erneut verändert und die vier Kreisligen durch zwei Verbandsligen ersetzt. Die Gruppensieger standen sich fortan in zwei Finalspielen gegenüber.
Überregional erreichten Vorwärts 90 und Union Oberschöneweide 1921 bzw. 1923 das Finale um die deutsche Meisterschaft, verloren aber beide Endspiele (Vorwärts gegen den 1. FC Nürnberg mit 0:5, Union gegen den Hamburger SV mit 0:3).

### 1924–1933: Dominanz von Hertha BSC
Ab der Saison 1924/25 begann Hertha BSC den Berliner Fußball zu dominieren. Sechs Jahre zuvor war der BFC Hertha noch vom Spielbetrieb ausgeschlossen worden, nachdem man gegen die Amateurbestimmungen verstoßen hatte. Nach einem Zusammenschluss mit dem finanziell besser gestellten Berliner SC zu Hertha BSC im Jahr 1923 entwickelte sich Hertha zu einer deutschlandweiten Fußballgröße. Zwischen 1925 und 1931 gewann Hertha alle Berliner Meistertitel und erreichte in der deutschen Meisterschaftsendrunde von 1926 bis 1931 sechsmal in Folge das Finale. Aber erst 1930 (5:4 gegen Holstein Kiel) und 1931 (3:2 gegen 1860 München) konnte man den Titel an die Spree holen.
Ab der Saison 1930/31 gehörte der Bezirk Pommern zu Berlin/Brandenburg. In den drei folgenden Spielzeiten nahm der Meister Pommerns an der Endrunde um die Meisterschaft von Berlin/Brandenburg teil. In einigen Spielzeiten war auch der VBB Pokalsieger für diese Endrunde qualifiziert.

### 1933: Auflösung
Nach der Machtübernahme der Nationalsozialisten 1933 wurden der DFB und alle regionalen Fußballverbände aufgelöst und durch das Fachamt Fußball sowie Fußballgaue ersetzt. Anstelle des VBB trat der Gau Berlin-Brandenburg mit der Gauliga Berlin-Brandenburg als höchster Spielklasse. Für die Gauliga qualifizierten sich elf Vereine des ehemaligen VBB und ein Club aus Cottbus. Die Vereine aus Pommern wurden in ihrem eigenen Gau zusammengefasst.

## Meister des Verbandes Brandenburgischer Ballspielvereine
|  | Verein                    | Titel | Jahr                                                             |
|  | ------------------------- | ----- | ---------------------------------------------------------------- |
|  | Hertha BSC                | 11    | 1915, 1917, 1918, 1925, 1926, 1927, 1928, 1929, 1930, 1931, 1933 |
|  | Berliner TuFC Viktoria 89 | 3     | 1913, 1916, 1919                                                 |
|  | SC Union Oberschöneweide  | 2     | 1920, 1923                                                       |
|  | BFC Preußen               | 1     | 1912                                                             |
|  | Berliner BC               | 1     | 1914                                                             |
|  | Vorwärts 90 Berlin        | 1     | 1921                                                             |
|  | SV Norden-Nordwest        | 1     | 1922                                                             |
|  | BTuFC Alemannia 90 Berlin | 1     | 1924                                                             |
|  | Tennis Borussia Berlin    | 1     | 1932                                                             |

## VBB-Verbandspokal
Von 1920 bis zu seiner Auflösung 1933 spielte der VBB einen Verbandspokal aus. Zunächst wurde der Pokal 1920 in einer 14 Mannschaften umfassenden Liga ausgespielt. Aber 1923 folgte dann ein jährlicher Wettbewerb im K.-o.-System. Ebenso wie die Meisterschaft wurde dieser Wettbewerb von Hertha BSC dominiert. Die Herthaner konnten den Pokal fünfmal gewinnen.

## Der VBB im Kronprinzen- und Bundespokal
Im Kronprinzenpokal (aus dem nach dem Sturz der Monarchie im November 1918 der Bundespokal wurde) erreichte der VBB 1912 und 1913 zweimal hintereinander das Finale in Berlin. 1912 ging das Endspiel gegen den Süddeutschen Fußball-Verband knapp mit 5:6 verloren, ein Jahr später verlor man gegen den Westdeutschen Spiel-Verband 3:5. Erst 1918 konnten der VBB im fünften Anlauf den Wettbewerb mit 3:1 nach Verlängerung gegen den Norddeutschen Fußball-Verband gewinnen. Erst 1929 erreichten die Brandenburger wieder das Finale und schlugen Norddeutschland mit Platzvorteil 2:1. Im folgenden Jahr standen sich beide Auswahlmannschaften erneut im Endspiel gegenüber, diesmal nutzte Norddeutschland aber seinen Heimvorteil und schickte die Brandenburger mit einer 0:2-Niederlage auf den Heimweg.

## Der VBB im Kampfspielpokal
Ab 1922 wurde alle vier Jahre der Kampfspielpokal für Auswahlmannschaften der Regionalverbände ausgetragen. 1930 erreichte Brandenburg das Finale und schlug die Vertretung Südostdeutschlands in Breslau mit 2:1.